# Torre Mayor

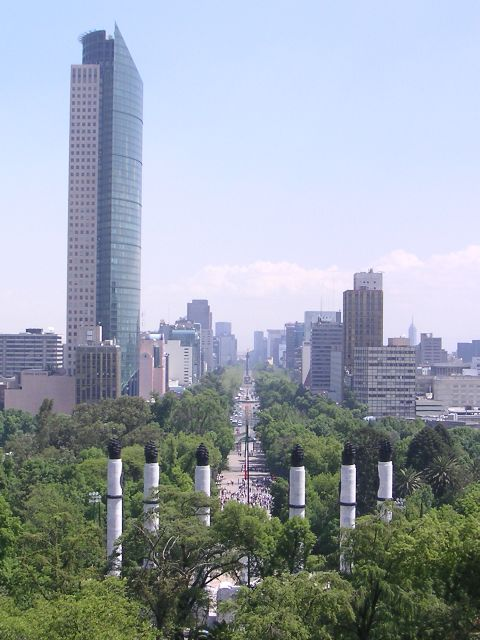
Torre Mayor sedd från Reforma

Torre Mayor var med sina 230,4 meter den högsta byggnaden i Mexico City från år 2003 till år 2015 och Mellanamerikas högsta byggnad till år 2011. Den är konstruerad av kanadensaren Paul Reichmann som även genomfört byggen i New York, London och Toronto och byggd i stål.
Torre Mayor är belägen på Paseo de la Reforma nr 505 nära Chapultepec den har 55 våningar förutom 4 underjordiska och 9 parkeringsplan ovan jord med plats for 2000 bilar. Byggnaden har 29 hissar och totalt 84 135 m² kontorsutrymme.